# György Sándor
György Sándor, född 21 september 1912, död 9 december 2005, var en ungersk pianist.
Sándor föddes i Budapest och studerade vid Liszt-akademien för Béla Bartók och Zoltán Kodály. Han emigrerade senare till USA och blev amerikansk medborgare.